# Felix Afena-Gyan
Felix Ohene Afena-Gyan (Sunyani, 19 gennaio 2003) è un calciatore ghanese, attaccante dell'Amed, in prestito dalla Cremonese.

## Caratteristiche tecniche
È una punta, anche se può giocare in diversi ruoli d'attacco.
Ha un fisico ben strutturato ed è dotato di rapidità e una buona struttura muscolare. Dispone anche di buona personalità e fiuto del gol.

## Carriera

### Club

#### Inizi e Roma
Cresciuto in patria nell'EurAfrica, Afena-Gyan viene notato da Morgan De Sanctis e Simone Lo Schiavo, osservatori della Roma, che il 31 gennaio del 2021 lo acquista in prestito, tesserandolo poi ufficialmente il 13 marzo seguente; viene quindi utilizzato dalle formazioni giovanili Under-18 e Primavera.
Il 1º luglio 2021, Afena-Gyan viene riscattato per 350 000 euro, diventando un punto fermo della formazione Primavera. Il 24 ottobre dello stesso anno, riceve la prima convocazione in prima squadra, in vista della partita di campionato pareggiata per 0-0 contro il Napoli. Tre giorni dopo, esordisce in Serie A, subentrando a Matías Viña al 57º minuto della partita vinta per 2-1 contro il Cagliari. Il 21 novembre, subentrato al posto di Shomurodov durante il secondo tempo della gara contro il Genoa, realizza una doppietta che permette ai giallorossi di imporsi per 2-0, diventando in questo modo il primo calciatore nato nel 2003 a segnare in Serie A, nonché il primo giocatore ghanese della Roma a centrare la rete nella massima serie. L'8 febbraio 2022, invece, arriva il debutto in Coppa Italia, in occasione della sconfitta per 2-0 contro l'Inter, partita in cui Afena-Gyan subentra negli ultimi minuti del secondo tempo a Tammy Abraham.
Avendo collezionato tre presenze nella UEFA Europa Conference League, l'attaccante partecipa anche alla vittoria finale dell'edizione inaugurale del torneo da parte del club capitolino, che così si aggiudica il primo trofeo continentale della sua storia. Il 6 luglio 2022, l'attaccante rinnova il contratto con la Roma fino al 2026.

#### Cremonese e prestiti alla Juventus Next Gen e all'Amed
Nonostante il rinnovo del contratto con i giallorossi, il 29 agosto seguente passa a titolo definitivo alla Cremonese, per poco meno di 12 milioni di euro, divenendo l'acquisto più costoso della storia del club grigiorosso.
Il 20 ottobre 2022, nel corso del match di Coppa Italia contro il Modena, mette a segno la sua prima rete in maglia grigiorossa. Si ripete nella suddetta competizione il 17 gennaio 2023, negli ottavi di finale contro il Napoli. Nell'occasione, segna la rete del 2-2 all'87º minuto; successivamente, realizza il proprio tiro - ultimo della serie - nella lotteria dei rigori, permettendo ai grigiorossi di passare il turno.
Il 30 agosto 2024, viene ufficializzato il suo passaggio in prestito alla Juventus Next Gen, in Serie C. Il 7 settembre segna la sua prima rete al debutto con i bianconeri, nella sconfitta interna contro il Catania per 3-1.
Il 20 agosto viene ceduto in prestito all'Amed, in TFF 1. Lig.

### Nazionale
Il 4 novembre 2021, Afena-Gyan riceve la prima convocazione nella nazionale maggiore ghanese da parte del commissario tecnico Milovan Rajevac, decidendo però di rifiutarla nei giorni successivi, dichiarando di non sentirsi ancora pronto a misurarsi sul palcoscenico internazionale. Nel dicembre dello stesso anno, viene inserito nella lista dei pre-convocati del Ghana per la Coppa d'Africa dell'anno successivo, alla quale tuttavia decide di non partecipare.
Accetta finalmente la chiamata delle Black Stars nel marzo del 2022, quando viene convocato dal nuovo allenatore Otto Addo in vista del doppio spareggio di qualificazione ai Mondiali dello stesso anno contro la Nigeria. Fa quindi il suo esordio il 25 marzo successivo, schierato da titolare nell'andata dei play-off, conclusasi con un pareggio a reti bianche. Partecipa alla partita di ritorno, che vede la sua nazionale qualificarsi per la Coppa del Mondo nonostante il pareggio finale per 1-1, in virtù della regola delle reti in trasferta.
Il 1º giugno 2022, l'attaccante segna il suo primo gol in nazionale, contribuendo così alla vittoria per 3-0 sul Madagascar nella prima partita delle qualificazioni alla Coppa d'Africa. Nella stessa occasione, realizza anche l'assist del gol che ha aperto le marcature della gara, messo a segno da Mohammed Kudus.
Nel novembre del 2022, viene inserito dal CT Otto Addo nella lista dei pre-convocati per i Mondiali di calcio in Qatar.

## Statistiche

### Presenze e reti nei club
Statistiche aggiornate al 20 agosto 2025.
| Stagione         | Squadra           | Campionato       | Campionato | Campionato | Coppe nazionali | Coppe nazionali | Coppe nazionali | Coppe continentali | Coppe continentali | Coppe continentali | Altre coppe | Altre coppe | Altre coppe | Totale | Totale |
| Stagione         | Squadra           | Comp             | Pres       | Reti       | Comp            | Pres            | Reti            | Comp               | Pres               | Reti               | Comp        | Pres        | Reti        | Pres   | Reti   |
| ---------------- | ----------------- | ---------------- | ---------- | ---------- | --------------- | --------------- | --------------- | ------------------ | ------------------ | ------------------ | ----------- | ----------- | ----------- | ------ | ------ |
| 2021-2022        | Roma              | A                | 17         | 2          | CI              | 2               | 0               | UECL               | 3                  | 0                  | -           | -           | -           | 22     | 2      |
| 2022-2023        | Cremonese         | A                | 23         | 0          | CI              | 5               | 2               | -                  | -                  | -                  | -           | -           | -           | 28     | 2      |
| 2023-2024        | Cremonese         | B                | 7          | 0          | CI              | 1               | 1               | -                  | -                  | -                  | -           | -           | -           | 8      | 1      |
| Totale Cremonese | Totale Cremonese  | Totale Cremonese | 30         | 0          |                 | 6               | 3               |                    | -                  | -                  |             | -           | -           | 36     | 3      |
| 2024-2025        | Juventus Next Gen | C                | 28+2       | 6          | CI-C            | 0               | 0               | -                  | -                  | -                  | -           | -           | -           | 30     | 6      |
| 2025-2026        | Amed              | 1L               | -          | -          | TK              | -               | -               | -                  | -                  | -                  | -           | -           | -           | -      | -      |
| Totale carriera  | Totale carriera   | Totale carriera  | 77         | 8          |                 | 8               | 3               |                    | 3                  | 0                  |             | -           | -           | 88     | 11     |

### Cronologia presenze e reti in nazionale
| Cronologia completa delle presenze e delle reti in nazionale ― Ghana | Cronologia completa delle presenze e delle reti in nazionale ― Ghana | Cronologia completa delle presenze e delle reti in nazionale ― Ghana | Cronologia completa delle presenze e delle reti in nazionale ― Ghana | Cronologia completa delle presenze e delle reti in nazionale ― Ghana | Cronologia completa delle presenze e delle reti in nazionale ― Ghana | Cronologia completa delle presenze e delle reti in nazionale ― Ghana | Cronologia completa delle presenze e delle reti in nazionale ― Ghana |
| Data                                                                 | Città                                                                | In casa                                                              | Risultato                                                            | Ospiti                                                               | Competizione                                                         | Reti                                                                 | Note                                                                 |
| -------------------------------------------------------------------- | -------------------------------------------------------------------- | -------------------------------------------------------------------- | -------------------------------------------------------------------- | -------------------------------------------------------------------- | -------------------------------------------------------------------- | -------------------------------------------------------------------- | -------------------------------------------------------------------- |
| 25-3-2022                                                            | Kumasi                                                               | Ghana                                                                | 0 – 0                                                                | Nigeria                                                              | Qual. Mondiali 2022                                                  | -                                                                    | 82’                                                                  |
| 29-3-2022                                                            | Abuja                                                                | Nigeria                                                              | 1 – 1                                                                | Ghana                                                                | Qual. Mondiali 2022                                                  | -                                                                    | 84’ 90’                                                              |
| 1-6-2022                                                             | Cape Coast                                                           | Ghana                                                                | 3 – 0                                                                | Madagascar                                                           | Qual. Coppa d'Africa 2023                                            | 1                                                                    | 76’                                                                  |
| 5-6-2022                                                             | Luanda                                                               | Rep. Centrafricana                                                   | 1 – 1                                                                | Ghana                                                                | Qual. Coppa d'Africa 2023                                            | -                                                                    | 86’                                                                  |
| 10-6-2022                                                            | Kobe                                                                 | Giappone                                                             | 4 – 1                                                                | Ghana                                                                | Kirin Cup                                                            | -                                                                    | 68’                                                                  |
| 14-6-2022                                                            | Suita                                                                | Cile                                                                 | 0 – 0 (1– 3 dtr)                                                     | Ghana                                                                | Kirin Cup                                                            | -                                                                    | 63’                                                                  |
| 23-9-2022                                                            | Le Havre                                                             | Brasile                                                              | 3 – 0                                                                | Ghana                                                                | Amichevole                                                           | -                                                                    | 46’                                                                  |
| 31-5-2025                                                            | Brentford                                                            | Trinidad e Tobago                                                    | 0 – 4                                                                | Ghana                                                                | Amichevole                                                           | -                                                                    | 60’                                                                  |
| Totale                                                               |                                                                      | Presenze                                                             | 8                                                                    |                                                                      | Reti                                                                 | 1                                                                    |                                                                      |

## Palmarès

### Club
- UEFA Conference League: 1

Roma: 2021-2022